# Dargorad
Dargorad – staropolskie imię męskie złożone z członów Dargo- ("drogi") i -rad ("być zadowolonym, chętnym, cieszyć się").
Dargorad imieniny obchodzi 24 listopada.